# Синдром Альперса
Синдром Альперса — наследственная болезнь (аутосомно-рецессивный механизм передачи), характеризующаяся развитием у детей слепоты, локальных или генерализованных судорог, миоклонических проявлений, слабоумия. Течение очень быстрое, с образованием слабоумия. На сегодняшний день заболевание неизлечимое, и чем младше больной, тем быстрее наступает смерть.
Заболевание может вызываться мутациями ядерного гена POLG1, кодирующего митохондриальную ДНК-полимеразу гамма. Также, вероятна прионная этиология заболевания 

## Эпидемиология
Синдром Альперса относится к орфанным заболеваниям. Средний возраст начала заболевания – от 2 до 4 лет, с возможным диапазоном от 3 месяцев до 8 лет, второй пик — от 17 до 24 лет, с диапазоном от 10 до 27 лет.  

## Клиническая картина
До дебюта заболевания дети развиваются нормально. У 50% больных дебют болезни происходит с эпилептических приступов, после чего заболевание быстро прогрессирует. У части больных наблюдаются фокальные моторные, миоклонические и генерализованные тонико-клонические судороги, в редких случаях отмечается лёгкая задержка развития, шаткость походки, моторная неловкость, дискоординация движений. Ранним симптомом заболевания является атаксия, вызванная повреждением мозжечка, проводников глубокой чувствительности, проходящих в задних столбах спинного мозга, либо с повреждением сенсорных волокон в периферических нервах. 
Частым симптом является переходящее нарушение зрения, которое связано с повреждением нейронов в шпорной борозде и стриарной коре и в процессе прогрессирования заболевания становится постоянным.  
Возможно развитие сенсорной полинейропатии, связанной с поражением нейронов дорсальных ганглиев и проявляющейся нарушением чувствительности и парестезиями.  
По мере прогрессирования заболевания присоединяются фокальные клонические приступы по типу джексоновского марша и фокальные миоклонические приступы, резистентные к терапии. Резистентные к лечению приступы могут вызывать склероз гиппокампа. В большинстве случаев смерть обусловлена эпилептическим приступом, на фоне проявлений декортикационного синдрома.   
Помимо неврологической симптоматики важным признаком синдрома Альперса является дисфункция печени; выраженность симптомов варьируется у разных пациентов.    

## Диагностика
- ЭЭГ;
- генетическое исследование с полным анализом гена POLG методом прямого автоматического секвенирования;
- МРТ головного мозга.

## Лечение
Лечение симптоматическое, замечен хороший эффект от левокарнитина. Эпилептические приступы контролируются плохо, как правило, противоэпилептическими средствами старшего поколения (клоназепам, фенобарбитал). Вальпроевая кислота строго противопоказана, так как приводит к быстрому прогрессированию заболевания и вызывает фатальный токсический гепатит, в результате чего смерть наступает в течение 2-4 месяцев.